# Ángel Francisco Simón Piorno

Bischofswappen von Ángel Francisco Simón Piorno

Ángel Francisco Simón Piorno (* 3. Dezember 1945 in Carbellino de Sayago, Provinz Zamora) ist ein spanischer Geistlicher und emeritierter römisch-katholischer Bischof von Chimbote. 

## Leben
Ángel Francisco Simón Piorno empfing am 22. April 1973 die Priesterweihe.
Papst Johannes Paul II. ernannte ihn am 18. Mai 1991 zum Bischof von Chachapoyas. Die Bischofsweihe spendete ihm der Apostolische Nuntius in Peru, Luigi Dossena, am 5. Juli desselben Jahres; Mitkonsekratoren waren Augusto Kardinal Vargas Alzamora SJ, Erzbischof von Lima, und José María Izuzquiza Herranz SJ, Apostolischer Vikar von Jaén en Peru o San Francisco Javier. 
Am 18. März 1995 wurde er zum Bischof von Cajamarca ernannt. Am 4. Februar 2004 wurde er zum Bischof von Chimbote ernannt und am 2. Mai desselben Jahres in das Amt eingeführt. Bischof Simón war Großkanzler der Universidad Católica Los Ángeles de Chimbote (Uladech). In seine Amtszeit fiel die Kontroverse um Julio Domínguez Granda, Rektor von 1996 bis 2020, dem es gelungen war, den Hochschulrat mit seinen Gefolgsleuten zu besetzen, sodass diese ihn unablässig wiederwählten. Domínguez ließ sich hohe Gehälter und Sonderzahlungen genehmigen. Die Staatsanwaltschaft wirft dem früheren Rektor organisiertes Verbrechen, Betrug, Urkundenfälschung und Geldwäsche vor. Die staatliche Hochschulaufsicht (Superintendencia Nacional de Educación Superior Universitaria) entzog der Katholischen Universität Chimbote die Anerkennung als Universität. Bischof Simón hatte die drohende Aberkennung und den Versuch von Domínguez und seiner Gefolgsleute, ihn als Großkanzler zu entmachten, öffentlich gemacht.
Papst Franziskus nahm am 18. Mai 2022 das von Ángel Francisco Simón Piorno aus Altersgründen vorgebrachte Rücktrittsgesuch an.